# Andrée P. Boucher
Pour les articles homonymes, voir Andrée Boucher et Boucher.
Andrée Boucher, née Andrée Plamondon le 30 janvier 1937 et morte le 24 août 2007 à Québec, est une femme politique québécoise. Elle est mairesse de Sainte-Foy de 1985 à 2001 puis mairesse de Québec du 19 novembre 2005 jusqu'à son décès. Elle est la première femme à avoir exercé cette fonction.

## Biographie
Née à Québec, fille d'Alice Montminy et de Louis Plamondon, Andrée Plamondon a démontré dès l'adolescence un goût marqué pour la parole publique. Selon un profil publié quelques mois avant son décès dans le magazine L'actualité, elle possédait déjà un esprit vif et un sens de la répartie et contredisait parfois les religieuses qui enseignaient au collège Jésus-Marie de Sillery, où elle a fait ses études secondaires.

## Enseignement
Elle complète un baccalauréat en pédagogie et un brevet d'enseignement de l'Université Laval, puis devient enseignante à la Commission scolaire de Sainte-Foy.

## Politique municipale

### Sainte-Foy
Andrée P. Boucher se lance en politique municipale, en 1968, à la suite d'un projet de modification de zonage dans son quartier. Elle fonde son parti politique pour l'élection municipale de 1981 : Action Sainte-Foy. Elle ne se fait pas élire comme mairesse ou comme conseillère.
Elle est élue pour la première fois conseillère municipale du quartier de Saint-Mathieu de la ville de Sainte-Foy, ancienne banlieue de la ville de Québec, lors d'une élection partielle en 1984. Elle a été par la suite à la tête de la ville de Sainte-Foy, pendant 17 ans. Elle y est élue mairesse le 3 novembre 1985 en pleine crise au service de police de Sainte-Foy. Elle s'est employée à redresser ce service qui était la cible de plusieurs critiques.
Les finances de la ville ont été sa priorité. Elle a entrepris l'assainissement des finances de la fonction publique. La ville de Sainte-Foy est longtemps demeurée une des villes les moins taxées au Québec, en partie grâce à l'importante quantité de commerces et de bureaux située sur son territoire.
À partir de 1995 et jusqu'en 1999, elle est première vice-présidente de l’Union des municipalités du Québec.
Après un premier échec référendaire sur la question, Andrée P. Boucher a réussi à faire accepter son projet de nouvel hôtel de ville, au coût de 41 millions $CAN, qui sert maintenant de siège à la Communauté métropolitaine de Québec et de bureau de l'arrondissement Sainte-Foy−Sillery−Cap-Rouge.
Elle s'est par ailleurs battue pour le départ des Nordiques de Québec, contre la construction d'un nouveau Colisée et la tenue des Jeux olympiques d'hiver à Québec en 2002.

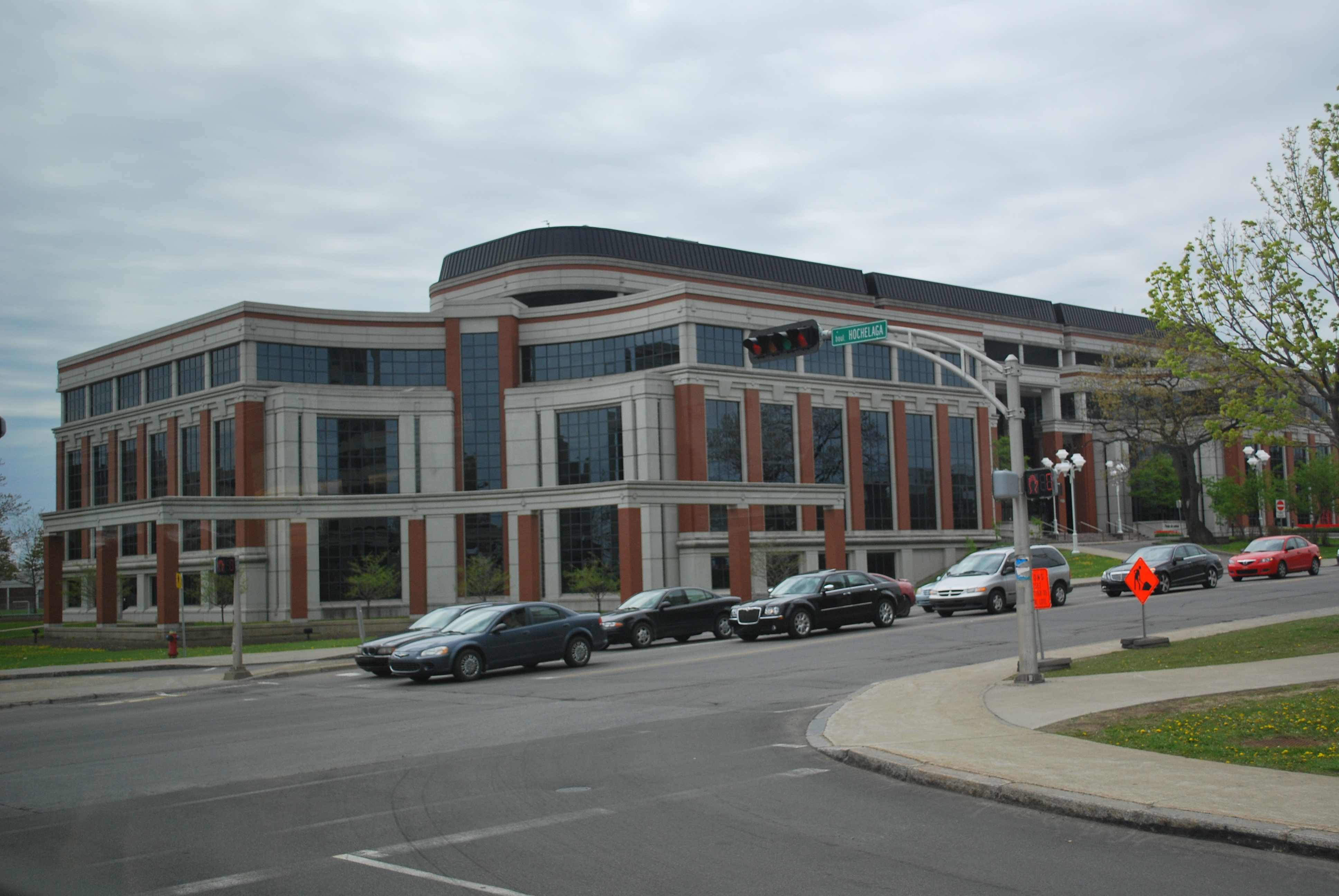
L'ancien hôtel de ville de Sainte-Foy est nommé en son honneur depuis 2008.

### Québec

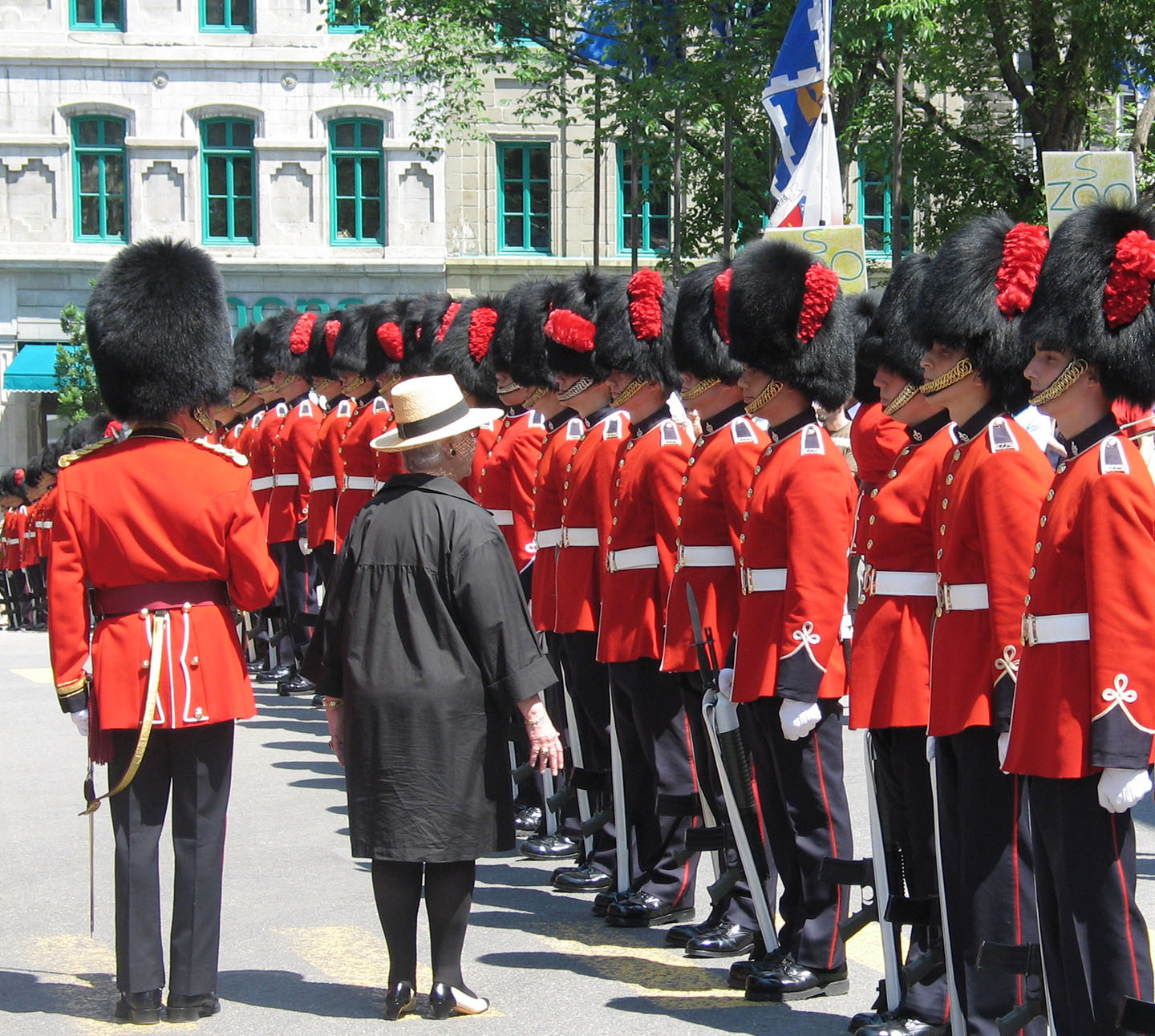
Andrée P. Boucher inspectant en 2006, une compagnie du Royal 22e Régiment.

En 2000, Andrée P. Boucher entreprend ce qu'elle qualifie de « combat de sa vie » : la lutte contre les fusions municipales. Elle perd cette lutte, mais se porte candidate à la mairie de Québec à la tête de l'Action civique de Québec lors des élections municipales de 2001. Elle s'incline finalement devant Jean-Paul L'Allier.
Elle reprend son rôle de leader défusionniste en 2004, mais essuie un nouvel échec. Le 20 juin 2004, l'option de Mme Boucher l'emporte par 16 233 voix contre 14 869. Cependant, en raison des règles particulières de ce référendum, la ville de Sainte-Foy reste fusionnée à celle de Québec, parce que le vote en faveur de la reconstitution de l'ancienne ville n'atteint pas le niveau requis de 35 % des « personnes habiles à voter ».
Elle s'est lancée de nouveau en campagne pour la mairie de Québec en septembre 2005. Le 6 novembre 2005, elle est élue avec 46,29 % des votes devant son principal adversaire du Renouveau municipal de Québec (RMQ) Claude Larose. Durant sa campagne électorale, Mme Boucher n'a posé aucune affiche électorale et n'a pas présenté de programme électoral, ce qui ne l'a pas empêchée de remporter le vote. Elle est entrée en fonction le 19 novembre 2005.

## Médias
Andrée P. Boucher se retrouve derrière le micro de la station radio 93.3 sur la bande FM CJMF-FM où elle coanime l'émission de midi avec Stéphane Gasse de 2003 jusqu'en 2005.

## Décès
Elle meurt vers midi le 24 août 2007 à son domicile de Québec, à l'âge de 70 ans.  Son décès subit a créé une onde de choc dans la ville de Québec et dans le monde de la politique québécoise. Après les funérailles civiques célébrées le 1er septembre 2007 en la Basilique-cathédrale Notre-Dame de Québec, et une homélie prononcée par le cardinal Marc Ouellet, elle a été inhumée au cimetière Notre-Dame-de-Foy.

## Vie privée
Elle épouse le dentiste Marc Boucher et aura trois enfants : France, Bernard et Denis. Son mari se présenta à l'élection municipale de 2009 pour perpétuer l'héritage politique de son épouse. Il ne sera pas élu conseiller dans l'arrondissement Sainte-Foy-Sillery.

## Distinction et honneur
- 2008 - Médaille de la Ville de Québec (À titre posthume)
- 2008 - L'Édifice de l'arrondissement de Sainte-Foy–Sillery–Cap-Rouge porte son nom, soit l'Édifice Andrée-P.-Boucher[13]